# Crisi alimentària a Malawi
La Crisi alimentària a Malawi és conseqüència de l'alt índex de subdesenvolupament que té Malawi, ocupant el lloc 170 de 187 països segons l'índex de desenvolupament humà de 2010. Té uns 19 milions de persones, el 53% de les quals viu per sota del llindar de pobresa nacional, i el 70% de les quals viu amb menys de 2,5 dòlars al dia.
El 85% de la font principal d'ingressos dels malawians prové de l'agricultura, i el blat i la patata son el cultiu principal que es consumeix amb petites comercialitzacions d'excedents per obtenir ingressos extraordinaris.
El Fons de les Nacions Unides per a la Infància (UNICEF) calculava el 2023 que a Malawi hi ha 573,000 nens que pateixen una greu malnutrició. Avui dia, a Malawi es posen en marxa diferents programes per abordar la crisi climàtica, la pobresa i la diversificació econòmica i agrària.

## Història

### Etapa colonial
A finals de 1940 el protectorat britànic a la regió va haver d'afrontar una forta crisi alimentària, a causa d'una combinació de factors: fortes sequeres que es van produir entre 1947 i 1948 i el 1947, les llagostes van destruir els conreus de blat de moro que era la font principal d'aliment de la població. Per altra banda el cultiu intensiu del tabac provocà l'erosió del sòl, en lloc d'afavorir els conreus adreçats a la producció d'aliments.
El nombre oficial de morts per inanició va ser d'unes 200 persones, excloent la part de població que va morir per malalties agreujades per la malnutrició. Aquesta crisi va incrementar el nombre d'empleats i comerciants, que necessitaven comprar els seus aliments, però que depenien dels excedents incerts derivats del sistema d'agricultura de subsistència: els petits agricultors produïen aliments principalment per al mercat i no per al seu propi consum. El govern colonial, aliat a les comercialitzadores agràries, va afavorir l'exportació de cultius no alimentaris, empobrint una població que cada cop tenia menys accés a terres de conreu o feina assegurada, particularment en la dona. Durant la dècada del 1980 la productivitat agrària es va estabilitzar gràcies a l'impuls de les llavors hibrides i fertilitzants sintètics millorats. Però després de 1980 la inseguretat alimentària es va convertir en un problema creixent al país.

### Anys 1990

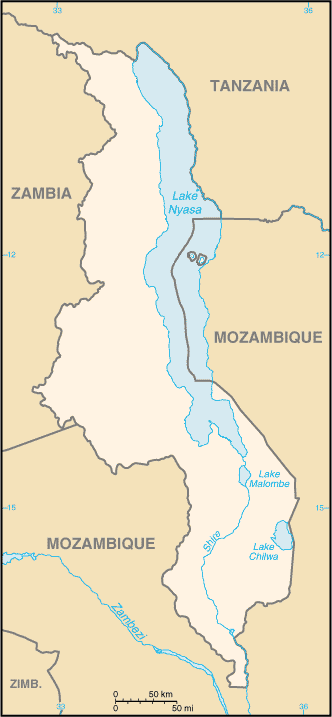
Malawi és un país sense litoral al sud d'Àfrica.

Investigadors afronten la crisi alimentària de Malawi als anys 1991 i 1992, quan una sequera al sud d'Àfrica va reduir greument la producció de blat de moro de Malawi. El preu del blat de moro es va disparar, partint de la premisa que ek sey consum constitueix el 54% de la ingesta calòrica mitjana dels malawians, i duplicant-se entre 1992 i 1993. Tot i que l'any 1993 hi va haver un excedent d'aquest cultiu a causa de la millora de les pluges, de llavors i fertilitzantssubvencionats pel govern, el consum d'aliments no va augmentar a causa dels hàbits alimentaris que havia afrontat la seva societat durant la fam.
L'agència governamental Agricultural Development and Marketing Corporation (ADMARC) controlava la compra i el comerç de cultius comercials i fertilitzants de petits agricultors abans de 1998. La corrupció i el suport a les rendes altes dins de l'agència, van conduir a una explotació dels petits agricultors i al falsejament dels preus dels cereals. Quan els preus del tabac van caure el 1985, ADMARC gairebé va fer fallida. Per adquirir préstecs del Banc Mundial, ADMARC es va convertir en una empresa de propietat parcialment privada, i va eliminar els seus subsidis als fertilitzants el 1988/1989. La incapacitat d'ADMARC per proporcionar fertilitzants i llavors als petits agricultors també va contribuir a la crisi alimentària de 1992.
Entre 1990 i 2006 hi va haver periodes de sequeres i inundacions alternativament. Segons Action Aid es van produir uns 33 desastres registrats relacionats amb el clima, amb un augment dels 7% respecte el que es va viure en el periode de 1970 i 1989, L'augment de la gravetat de les sequeres i inundacions des de 1990 va afectat bona part de la població d'un país eminentment agrari en el qual els agricultors tenen poca capacitat d'adaptar-se o recuperar-se dels desastres naturals, la qual cosa va fer empitjorar el cicle de la pobresa i la fam. Quan el govern va deixar de subvencionar el programa de blat de moro hibird, perquè s'estava tornant massa car, la producció de blat de moro va caure i el preu va tornar a augmentar.

### Anys 2000
L'any 2002, va haver-hi una fam a Malawi amb estimacions de fins a 3.000 morts, segons ActionAid. Quan l'FMI va informar que la collita de blat de moro 2000/2001 va caure de 2,5 milions a 1,7 milions de tones mètriques, creant un dèficit nacional de 273.000 tones mètriques, amb molta població afectada. El febrer de 2002, el govern de Malawi va anunciar que hi havia una emergència alimentària i que el país es trobava en un estat de desastre. La collita de la darrera meitat de 2002 va alleujar el pitjor de la fam, però el 2005, una sequera va provocar una altra crisi alimentària. El 15 d'octubre de 2005, el govern, liderat pel president Bingu wa Mutharika, va declarar un estat d'emergència. Des de llavors, Malawi es va recuperar de la crisi del 2005, però progressivament el país s'enfrontà a noves fases d'escassetat d'aliments.

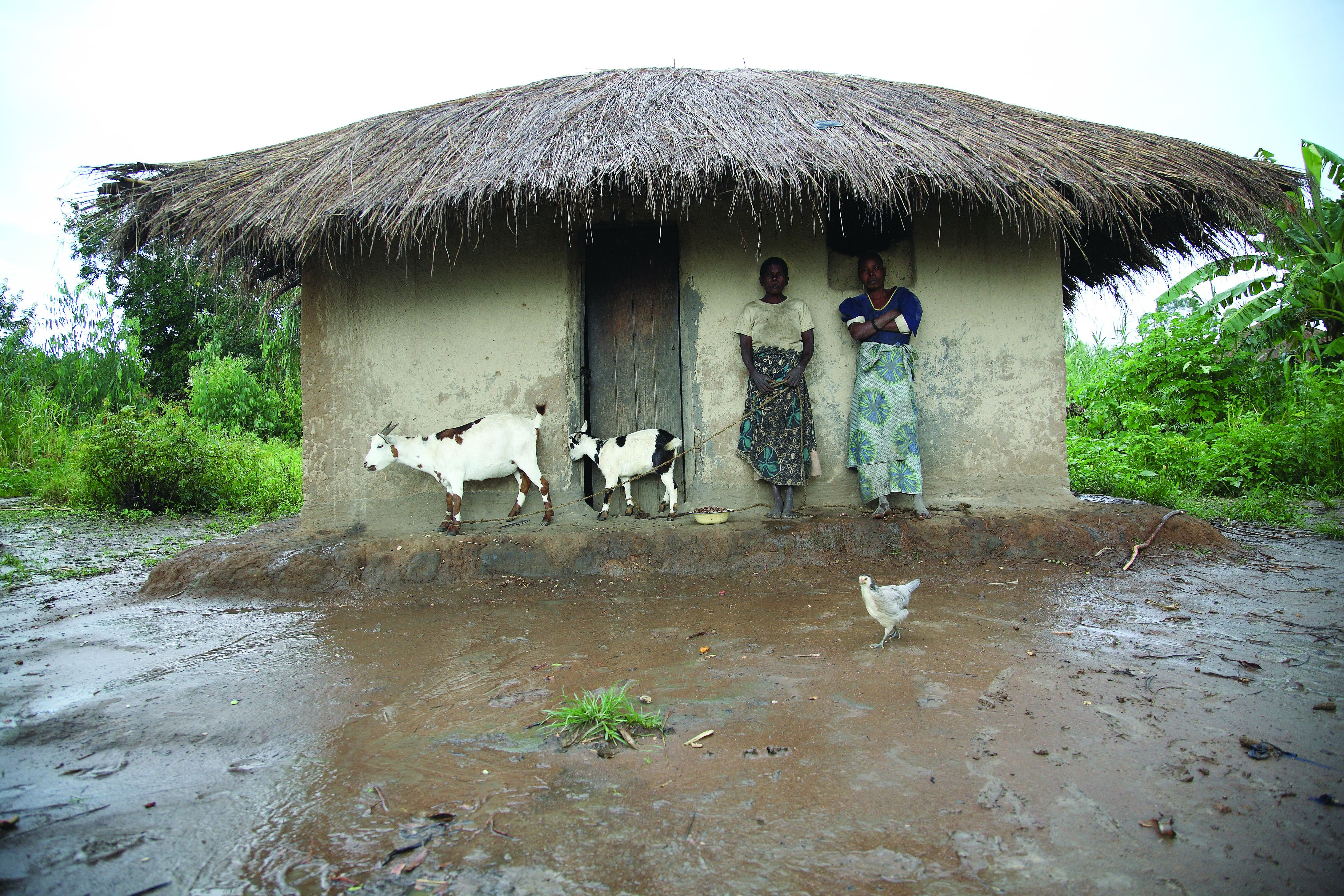
L'agricultura de Malawi pateix desastres naturals com les inundacions.

Hi va haver crisis alimentàries posteriors el 2012 i el 2015, en les quals molts dels factors que van contribuir al 2002 encara estaven presents, encara que agreujats per la sequera i les inundacions extremes. El 2012, la crisi alimentària es va deure a les baixes precipitacions, que van afectar la collita de blat de moro combinades amb la inflació a causa d'una devaluació del kwacha. Després que les condicions van començar a millorar l'any 2014, l'any següent va comptar amb sequeres extremes, que van ser seguides per greus inundacions. Aquests fets van provocar una altra crisi alimentària l'any 2015, que va fer que el president declarés l'estat d'emergència.

## Causes

### Polítiques
Després d'obtenir la independència el 1964, Malawi va estar presidit per Hastings Banda. Tot i que el poble tenia dret de vot, Malawi operava un sistema de partit únic, i Banda era el líder del Partit del Congrés de Malawi (MCP), l'únic partit existent en aquell moment. A partir de 1993, quan la societat va votar a favor d'un sistema multipartidista, va arraconar Banda i el MCP. El 1995 es va establir una nova constitució, creant un govern amb un poder executiu unicameral, legislatiu i judicial. L'any 1998, sota la presidència democràtica de Bakili Muluzi, el govern va fundar l'Agència Nacional per la Reserva d'Aliments (NFRA) per gestionar les reserves estratègiques de cereals en cas de crisi. La NFRA, gestionava tant la reserva física de gra, com les finances i les importacions i exportacions relacionades amb la preservació.
No obstant això, la NFRA ràpidament va incórrer en un deute de 1.000 milions de kwacha malawià (MK) a causa de l'elevat tipus d'interès del 56% amb el qual va comprar 165.000 tones mètriques de blat de moro, segons el Fons Monetari Internacional (FMI). L'any 2001, el FMI va recomanar que el govern vengués la reserva de gra perquè la collita de l’any anterior havia estat excedentària. La recomanació de l'FMI també va sorgir com a resultat d'un estudi del 2000, promogut per la Comissió Europea que va demostrar que només caldrien entre 30.000 i 60.000 tones mètriques de blat de moro per donar suport al país en cas d'un desastre local. NFRA va seguir el consell de l'FMI i va vendre la majoria de la seva reserva a Kenya i Moçambic, reduint-la de 165.000 tones mètriques de blat de moro a 60.000. Aquesta venda és una de les causes importants de crisi alimentària de l’any 2002, tot i que tant el FMI i ActionAid reconeixen que el gra era vell i car d'emmagatzemar i, en aquell moment, tenia sentit aconsellar a NFRA que vengués.
El 2002, quan es va produir el pitjor crisi alimentària, la reserva de gra es va esgotar i el govern no disposava de recursos addicionals per reposar-los a mesura que s'utilitzaven. A més, els comerciants privats van comprar gran part de la reserva de cereals i la van vendre a preus excessius quan els aliments escassejaven el 2001. El govern va començar a importar blat de moro dels països veïns i de l'estranger, però aquest va tardar a arribar. per diversos factors: congestió de les vies de comunicació, ports superpoblats o les males relacions amb alguns països donants, que retardaren l'arribada de l'ajuda alimentària.
L’instrument de Malawi per a la gestió de crisis, Programa d'Acció Nacional d'Adaptació (NAPA), es va evidenciar insuficient al no tenir en compte el gènere i la salut, i només l'agricultura i el medi ambient. No totes les polítiques estatals arribaren a les comunitats locals, ja que els líders de districte de Nsanje i Salima no sabien que el NAPA existia quan se li va preguntar el 2006.

### Econòmiques
La corporació governamental Agricultural Development and Marketing Corporation ADMARC era un dels principals proveïdors de blat de moro que controlava part del mercat i subvencionava els aliments. Un estudi de l’ Institute for Agriculture and Trade Policy va trobar que el preu de mercat del blat de moro va augmentar de 4MK/kg el juny de 2001 a 40+MK/kg el gener de 2002. El salari diari dels treballadors, però, es va mantenir igual a 20 MK/dia. La liberalització del mercat, especialment pel que feia a la pèrdua de control per part d'ADMARC, dificultés el seguiment dels preus del cereal, mentre que el NFRA no tenia el poder d'intervenir en el mercat.
El tabac, com a principal producte d'exportació a Malawi, va disminuir en les vendes internacionals. Des de la dècada de 1980, els seus ingressos van baixar un 50% i, per tant el poder adquisitiu dels petits agricultors va minvar. Durant el  2000/2001, molts petits agricultors no van pagar els seus préstecs privats i governamentals, i conseqüentment del 2001/2002, no van poder rebre crèdits per comprar llavors i fertilitzants per als seus cultius.

### Sociosanitàries
Un informe d'ActionAid de 2002 especulava que des de 1994, quan es va establir la democràcia a Malawi, hi ha hagut un canvi social que s'allunya de la solidaritat comunitària. Durant la sequera de 1991/1992, les comunitats es van unir, donant-se suport mútuament i compartint menjar i feina amb aquells que ho necessitaven. Durant la crisi alimentària de 2001/2002, però, les pràctiques de la gent van canviar a una "justícia multitudinària anàrquica", una actitud "cadascú per si mateix", segons l'informe ActionAid de 2002.
El VIH/sida a Malawi està molt estès: l'any 2012, el govern de Malawi va estimar que la malaltia afectava al voltant del 17% dels malawians urbans i el 9% dels rurals de Malawi. Les llars amb adults afectats pel VIH/sida i les llars sense adults a causa del VIH/sida tenien una productivitat agrícola significativament menor. S'impedia que les persones amb VIH/sida treballéssim al camp, ó que es fessin càrrec d'altres persones, tenint en compte que una part dels ingressos de la llar havien de destinar-se a medicaments i funerals. Així, la prevalença del VIH/SIDA va fer que molts malawians siguin vulnerables durant la crisi alimentària. Durant la fam del 2002, el 70% de les morts als hospitals van ser degudes al VIH/SIDA.

### Ecològiques
El sòl de Malawi es troba en males condicions a causa de la incapacitat històrica de molts agricultors de pagar els fertilitzants. Hi havia poques solucions fàcils per mantenir la fertilitat del sòl, donat que la societat és massa pobra per importar materials orgànics que puguin restaurar els nutrients del sòl, i la terra és massa escassa per destinar grans parcel·les a la regneració del sòl. Els petits agricultors no podien pagar els fertilitzants per a les seves terres. la qual cosa afectava a la productivitat d'aliments. El canvi climàtic també afecta a la productivitat agrària, al canviar els patrons de pluja i augmentar les temperatures. Les pluges dels anys 2000/2001 i 2001/2002 van ser esporàdiques, amb seques recurrents i inundacions que van impedir collites suficients.Els agricultors havien d'adquirir cultius híbrids més costosos per obtenir una collita adequada. L’avançament o retard de la sembra no ha va donar els resultats esperats en molts casos per fer front a la crisi climàtica, i tampoc les previsions que preveien un increment de la producció de tubercles i arrels. Conseqüentment el govern no estava preparat per a una crisi alimentària del 2002.

## Conseqüències

### Sanitàries
La crisi alimentària va conduir a que la població infantil fos especialment vulnerable a la desnutrició i les malalties. L'any 2006, UNICEF estimava que el 46% dels nens menors de cinc anys tenien desnutrició crònica i el 19% tenien un pes inferior al normal. Des de 1992, quan van començar les arrels de la crisi alimentària, l'estat nutricional dels nens no havia canviat.
Els anys 2001/2002 i 2005/2006, durant les temporades de greu escassetat d'aliments, es van produir brots de còlera a tot el país. UNICEF va reconèixer que els brots van ser provocats per la mala higiene i fonts d'aigua insegures agreujat amb la crisi d’aliments.[34] De la mateixa manera, un estudi realitzat per Save The Children UK el febrer de 2002 destacava que la crisi alimentària va afectar la salut de les persones causant edemes a les mans i als peus tant d'adults com de nens.
Durant el pic de la crisi alimentària, d'abril a maig de 2002, l'OMS va realitzar una avaluació de la salut a Malawi. Entre octubre de 2001 i març de 2002, hi va haver una mitjana d'1,9 morts diàries per cada 10.000 habitants. També es va produir una epidèmia de còlera amb 33.150 casos detectats i 981 morts, amb una taxa de mortalitat del 3%. Amb tot, el nombre de persones que demanaven ajuda als centres sanitaris va disminuir un 25% durant el mateix període. L'escassetat de personal sanitari, medicaments, i sistemes de comunicació i transport deficients van tenir un efecte important. A mesura que la població prioritzà la seguretat alimentària per sobre de la salut, els centres sanitaris en van quedar al marge. El sector infantil es va ser especialment vulnerable amb un 17% dels nens del país orfes a causa del VIH/sida, d’acord amb estudis de la UNICEF.
Les persones afectades per la fam van començar a menjar arrels insegures, panotxes de blat de moro, serradures i fruites bullides i van contreure intoxicacions alimentàries i altres malalties estomacals.Un informe a The Lancet va mostrar que moltes famílies, inclús les econòmicament afavorides, a Nsanje, districte del sud de Malawi, menjaven bulbs de nenúfars anomenats nyika. Aquests bulbs, que abans es consideraven aperitius, en aquest context van arribar a ser aliments bàsics, causant diarrea quan es menjaven en abundància.

### Polítiques
La política de seguretat alimentària del govern, Farm Input Subsidy Program (FISP), va augmentar la productivitat agrícola. Entre el 2005 i el 2011, el PIB de Malawi va créixer a una mitjana de l'11,7% anual, i molts experts van atribuir al creixement del PIB agrícola a aquest instrument. Estudis recents suggereixen que el FISP no és un programa sostenible ja que a mesura que augmenta el nombre de llars necessitades, la quantitat de fertilitzants i llavors subministrades disminuïa de 85 kg per agricultor el 2005/2006 a 60 kg per agricultor el 2012/2013.
El 2002 i el 2003 es van desenvolupar noves polítiques de seguretat alimentària. El Malawi Poverty Reduction Strategy es va crear com a marc polític destinat a dirigir i informar les decisions pressupostàries del govern central. Al cor de la política hi havia el creixement econòmic, el capital humà, les xarxes de seguretat i la governança que fomentés el creixement agrícola i creessin xarxes de seguretat efectives, per promoure la seguretat alimentària i la disponibilitat d'aliments. El Ministeri d'Agricultura i els de Planificació i Desenvolupament van impulsar polítiques de seguretat alimentària, i una estratègia de creixement per afavorir l'accés als aliments mitjançant la promoció del comerç i la inversió a les zones rurals, i millores en els ingressos i les oportunitats d'ocupació.

### Socioculturals

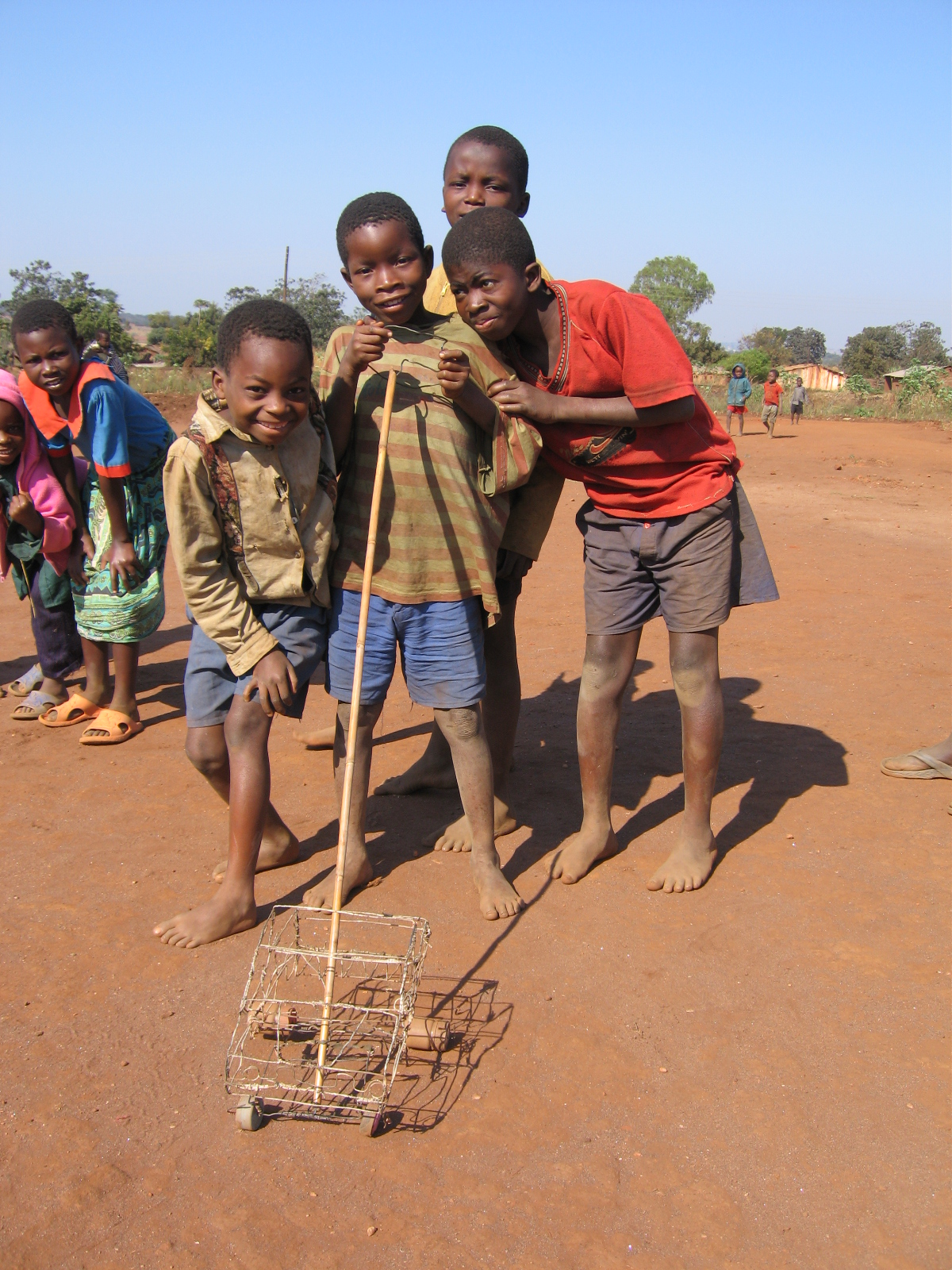
La crisi alimentària va fer que els orfes del VIH/SIDA a Malawi siguin especialment vulnerables a la pobresa, la fam, etc.

La crisi alimentària a Malawi ha fet que la població canviés els seus estils de vida per l'obtenció d'aliments. L’ocupació en treballs ocasionals a canvi de menjar, venda de bens i bestiar per sota preus de mercat per adquirir aliments, o l'emigració a països veïns per treballar per sous baixos o menjar. són alguns dels efectes socials que va provocar aquesta crisi
L’educació també es va veure afectada. La taxa d'abandonament va augmentat fins al 25% degut a que els infants havien de cercar menjar o treballar, mentre que d'altres famílies no podien pagar les taxes escolars. Alguns professors van reflexionar sobre la pèrdua del control vers els estudiants al no poden obligar-los a estudiar si els alumnes tenien gana o estaven malalts. UNICEF afirma que en algunes zones del país, tres quartes parts dels nens en edat escolar van deixar d'anar a l'escola. Com a resposta a aquesta caiguda de l'assistència a l'escola, UNICEF i el Programa Mundial d'Aliments van començar a implementar polítiques a partir dels quals s' alimentava els nens a l'escola i proporcionen suport als docents.
El benestar social en general es va veure afectat per la crisi afavorint els robatoris, abandonament infantil i l’increment de la prostitució a canvi de menjar. Les persones grans, orfes i les dones van ser cada cop més vulnerables per ser objectiu de robatoris i la violència. El preu del treball sexual va disminuir de MK1000 a MK200, augmentant el risc de participació en aquestes activitats per guanyar diners. L'estructura social del matrimoni també va canviar com a conseqüència de la crisi alimentària: moltes noies es van veure obligades a casar-se joves perquè les seves famílies no les podien mantenir durant la crisi alimentària, fet que va provocar un augment dels matrimonis fracassats i abusius.

## Situació actual

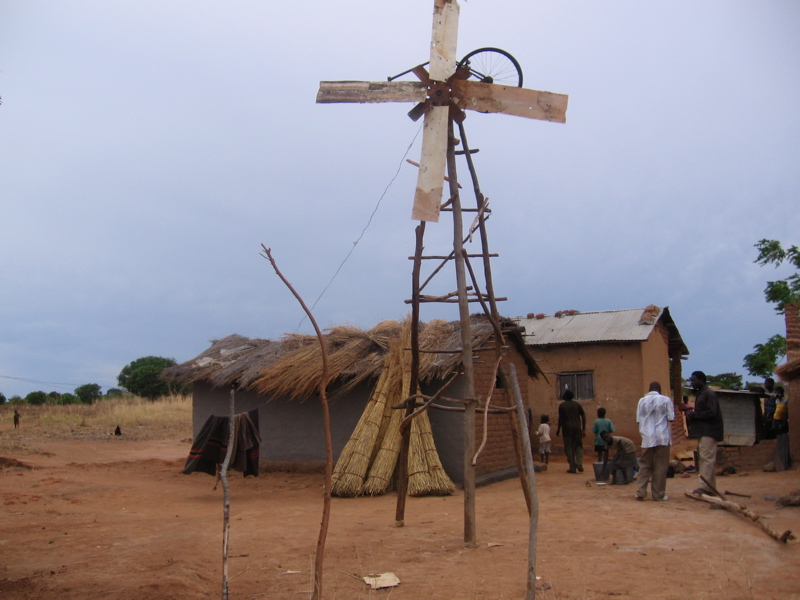
El primer aerogenerador construït per William Kamkwamba.

El programa Farm Input Subsidy Programme del 2005 va suposar un pedaç per contribuir a millorar el benestar alimentari de la població de Malawi degut a la seva dependència del règim de pluges. Les tecnologies utilitzades com els fertilitzants sintètics i les llavors híbrides van provocat l'erosió del sòl i un cicle d'endeutament per als agricultors. Els programes de micromecenatge han tingut in impacte positiu en la seguretat alimentària del país, així com la potenciació dels estímuls educatius i la implicació de la dona davant les polítiques de seguretat dels aliments.
S'han posat en marxa mesures per augmentar la resiliència agrícola.[56], i les pràctiques agroecològiques. Aquest pla pretén abordar la seguretat alimentària a través de la millora en la gestió dels recursos, l'energia neta, la tecnologia i el finançament per millorar el desenvolupament i el canvi climàtic i promoure una major estabilitat i seguretat per la seva població.
L’increment del preu del blat de moro el 2018 també, que va augmentar diverses vegades, des de 100 kwacha  (0,14 dòlars EUA) per quilo fins a 140 kwacha (0,19 dòlars) per quilo. Al mateix temps, la producció de blat de moro a Malawi va disminuir un 20% el 2018. El setembre del mateix any, el govern de Malawi va fixar el preu del blat de moro en 170 Kwacha (0,23 $) per quilogram.
Estudis recents mostren com la implementació de sistemes de reg: bomba de pedal, bomba motoritzada, energia solar i reg per desviació del riu, afecta positivament a la productivitat agrària del país. La diversificació dels usos del sol: blat de moro, ceba, mongeta, arròs, tomàquet, hortalisses i cols, són factors que combinats amb els sistemes de reg, permeten millorar la seguretat alimentària i millorar els mitjans de subsistència dels petits agricultors a les zones rurals de Malawi.
Però també hi ha històries de superació personal com la de William Kamkwamba que ha escrit un llibre titulat The Boy Who Tamed the Wind. Als 14 anys, Kamkwamba va abandonar l'escola perquè la seva família ja no es podia permetre el luxe de pagar les taxes escolars. Comença a estudiar electrònica a la biblioteca local i s'adona que pot utilitzar l'energia eòlica per generar electricitat al seu poble. El seu primer molí de vent es va utilitzar per alimentar bombetes i carregadors de telèfons mòbils; d'altres s'utilitzaven per alimentar la bomba dels sistemes de reg i els pous d'aigua potable. La seva història va guanyar visibilitat internacional el 2007 i el seu projecte de molí de vent va rebre el suport de donants d'arreu del món.